# 두루누리 사회보험 지원사업
두루누리 사회보험 지원사업은 고용보험과 국민연금의 두 가지 사회보험에 부담을 느끼는 소규모 사업장의 보험료를 지원하는 사업이다.